# حارة الكيبل (البريقة)
حارة الكيبل هي إحدى حارات حي الشهداء الواقع بمديرية البريقة التابعة لمحافظة عدن، بلغ تعداد سكانها 175 نسمة حسب تعداد اليمن لعام 2004.